# Euphrasia subexserta
Euphrasia subexserta är en snyltrotsväxtart som beskrevs av George Bentham. Euphrasia subexserta ingår i släktet ögontröster, och familjen snyltrotsväxter. Inga underarter finns listade i Catalogue of Life.